# Sokołów Małopolski (gmina)
Sokołów Małopolski – gmina miejsko-wiejska w województwie podkarpackim, w powiecie rzeszowskim. 
Gminę wiejską Sokołów obejmującą kilka wcześniejszych wsi o statusie gminy utworzono 1 sierpnia 1934. Później miała status gromady. Gromada Sokołów została przemianowana na gromadę Sokołów Małopolski 1 stycznia 1969, po wchłonięciu gromady Trzeboś. Gminę utworzono ponownie 1 stycznia 1973. W latach 1975–1998 gmina położona była w województwie rzeszowskim.
Siedziba władz gminy to Sokołów Małopolski.
Według danych z 31 grudnia 2011 gminę zamieszkiwało 16 951 osób.
Gmina posiada dobrze rozbudowaną sieć połączeń autobusowych w ramach linii krajowych, jak i zagranicznych. Teren gminy leży na obszarze dawnej Puszczy Sandomierskiej a najbardziej wartościowe fragmenty tego kompleksu leśnego zostały objęte ochroną krajoznawczą, tworząc Sokołowsko-Wilczowolski Obszar Chronionego Krajobrazu. Usytuowana jest w widłach Wisły i Sanu, na Płaskowyżu Kolbuszowskim, w tzw. Niecce Sokołowskiej.
Ziemia sokołowska znajduje się w zlewni rzek: Turki, Trzebośnicy i Świerkowca. Na jej północy przeważają piaski, na południu gliny, zaś w dolinach rzek – utwory aluwialne pyłowo-piaszczyste. Gmina jest bogata w kompleksy leśne dawnej Puszczy Sandomierskiej. Lasy iglaste zajmują ok. 23% powierzchni gminy. Obfitują w bogate runo leśne i faunę. Sokołowszczyzna posiada łagodny klimat z niewielką ilością opadów; pozostaje pod wpływem powietrza kontynentalnego.

## Historia
W październiku 1938 honorowe obywatelstwo gminy otrzymał premier Felicjan Sławoj Składkowski.

## Gospodarka
Na terenie Sokołowszczyzny jest zarejestrowanych ponad 1200 podmiotów gospodarczych. Nie ma tu zlokalizowanych żadnych większych zakładów przemysłowych. Funkcjonują natomiast mniejsze zakłady specjalizujące się w produkcji metalowej, stolarskiej i rolno-spożywczej. Swoje usługi oferują firmy budowlane i transportowe.

## Turystyka
W renesansowym miasteczku można podziwiać XVIII-wieczne kapliczki, magistrat z 1907 roku, wiele zabytków architektury drewnianej i murowanej. Na zwiedzanie czekają piękne kościoły: drewniany w Wólce Niedźwiedziej z 1607 r. oraz murowane: XIX-wieczne w Trzebosi i Nienadówce i z początku XX w. w Górnie i Sokołowie. Na terenie całej Sokołowszczyzny liczne są zabytkowe kapliczki, przydrożne krzyże i figury, niektóre jeszcze z XVIII w.
| Szlaki rzeszowskiego oddziału PTTK | Szlaki rzeszowskiego oddziału PTTK | Szlaki rzeszowskiego oddziału PTTK                                             |
| ---------------------------------- | ---------------------------------- | ------------------------------------------------------------------------------ |
| Leżajsk-Głogów Małopollski         | 30 km                              | - Trasa : Głogów Małopolski–Sokołów Małopolski–Julin–Brzóza Królewska–Leżajsk. |

## Struktura powierzchni
Według danych z roku 2002 gmina Sokołów Małopolski ma obszar 134,04 km², w tym:
- użytki rolne: 71%
- użytki leśne: 23%

Gmina stanowi 11% powierzchni powiatu.

## Demografia

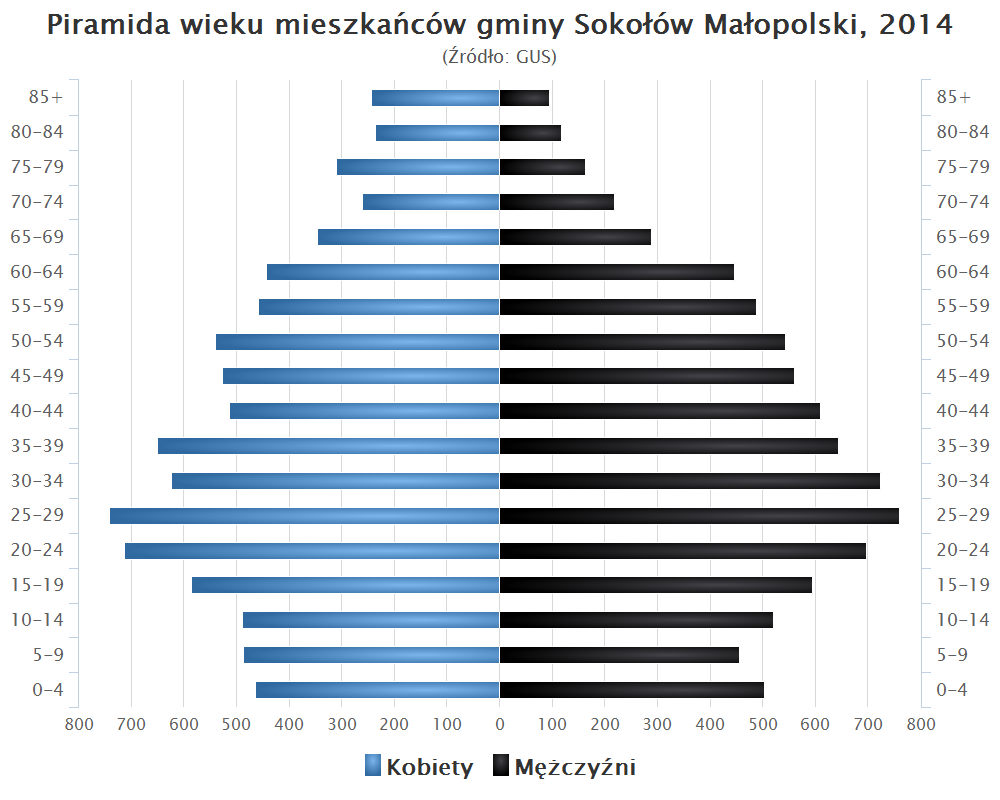
Piramida wieku mieszkańców gminy Sokołów Małopolski w 2014 roku

Dane z 31 grudnia 2011:
| Opis                              | Ogółem | Ogółem | Kobiety | Kobiety | Mężczyźni | Mężczyźni |
| --------------------------------- | ------ | ------ | ------- | ------- | --------- | --------- |
| jednostka                         | osób   | %      | osób    | %       | osób      | %         |
| populacja                         | 16 951 | 100    | 8603    | 50,8    | 8348      | 49,2      |
| gęstość zaludnienia (mieszk./km²) | 126,5  | 126,5  | 64,2    | 64,2    | 62,3      | 62,3      |

## Sołectwa
Górno, Kąty Trzebuskie, Markowizna, Nienadówka, Trzeboś, Trzeboś-Podlas, Trzebuska, Turza, Wólka Niedźwiedzka, Wólka Sokołowska.

## Sąsiednie gminy
Czarna, Głogów Małopolski, Kamień, Leżajsk (gmina wiejska), Nowa Sarzyna, Rakszawa, Raniżów, Trzebownisko